# Schefflera alvarezii
Schefflera alvarezii är en araliaväxtart som beskrevs av Elmer Drew Merrill. Schefflera alvarezii ingår i släktet Schefflera och familjen araliaväxter. Inga underarter finns listade.